# Chiesa di Santa Maria Annunciata (Borgosatollo)
La chiesa di Santa Maria Annunciata è la parrocchiale di Borgosatollo, in provincia e diocesi di Brescia; fa parte della zona pastorale di Rezzato. 
L'edificio sorge su una precedente chiesa del XIV secolo demolita nel 1762.

## Storia
I lavori per la realizzazione della chiesa iniziarono nel 1762 ad opera dell'architetto bresciano Antonio Marchetti, e si conclusero nel 1782.
L'Annunciazione e l'Ultima Cena sono opera di Sante Cattaneo, mentre Santa Trinità coi santi Barnaba, Agostino e Monica è di Pietro Muttoni detto il Vecchio. Incerta è l'attribuzione dell'autore dell'opera Sant'Antonio e l'Immacolata, come i nove quadroni contenenti la vita di Maria. Le decorazioni sono opera di Pietro Scalvini.

## Opere d'arte

### Affreschi
- L'Ultima Cena , olio su tela, opera del pittore bresciano Sante Cattaneo.
- Santa Trinità coi santi Barnaba, Agostino e Monica, olio su tela, opera del pittore veneto Pietro della Vechia.
- Sant'Antonio e l'Immacolata.

### Pale
- L'Annunciazione, datata 1797, opera del pittore bresciano Sante Cattaneo.[2]
- Adorazione dei magi, non datata.
- I nove quadroni contenenti la vita di Maria

### Decorazioni
- Le decorazioni interne sono opera di Pietro Scalvini.

## Le tombe
All'interno della chiesa vi sono alcune tombe che custodiscono i corpi di alcuni sacerdoti che hanno preso servizio presso la parrocchia.
- Posto di fronte all'altare di San Antonio da Padova è sepolto il corpo di Apollonio Voltolini (1703-1766) che fu parroco di Poncarale.
- L'altra tomba posta dinnanzi all'altare del Sacro Cuore è quella di un missionario, Giacomo Pola (1743-1805)[3].